# 岡田喜秋
岡田 喜秋（おかだ きしゅう、1926年1月2日 - ）は、日本の紀行作家。本名は「よしあき」。

## 経歴・人物
東京府出身。旧制芝中学校卒業後、旧制松本高等学校文科乙類、1947年東北大学経済学部卒業。大学時代より紀行文を発表していた。
1947年に日本交通公社へ入社。月刊誌『旅』編集記者を務め、日本各地を取材して数多くの紀行文や記事を執筆した。執筆した記事が河上徹太郎らに認められ、風土・人物観察を取り入れた紀行文を多く残した。1959年から1971年までの12年間は『旅』編集長を務めた。日本交通公社退職後、1983年から1999年まで、横浜商科大学教授を務めた。
2024年10月まで、『交通新聞』の「反射板」というコラム欄に隔月で寄稿していた。

## 主な著書
- 『こころの山　こころの旅』（千代田書院、1953年）
- 『秘められた旅路　ローカル線をめぐる』（万紀書房、1956年）
- 『作家と風土』（築地書館、1956年）
- 『山の奥岬の果て』（創元社、1958年）
- 『週末旅行　秋の旅路を探る』（東京創元社、1958年）
- 『山の讃歌』（朋文堂、1959年）
- 『日本の秘境』（創元社、1960年）
- 『若い日の旅路』（青春出版社（青春新書）、1961年）
- 『思索の旅路』（大和書房、1966年、のち中公文庫）
- 『日本の旅情』（中日新聞東京本社東京新聞出版局、1968年）
- 『秘話ある山河』（日本交通公社、1970年、のち平凡社ライブラリー）
- 『旅と人生の出会い』（大和書房、1972年）
- 『自然と旅の原点』（PHP研究所、1972年）
- 『青春の山想　山岳名著シリーズ』（二見書房、1974年）
- 『山村を歩く』（河出書房新社、1974年、のち河出文庫）
- 『旅について』（講談社現代新書、1975年）
- 『空と大地の黙示　作家と風土』（西澤書店、1976年）
- 『旅の発見』（玉川大学出版会、1977年）
- 『よろこびの山　かなしみの山』（知性社、1977年）
- 『すべてふるさと』（中央公論社、1977年、のち中公文庫）
- 『私の文章作法』（ぎょうせい、1978年）
- 『旅に出る日』（中央公論社中公文庫、1979年）
- 『旅の木の実』（文化出版局、1981年）
- 『旅するこころ』（講談社文庫、1981年）
- 『心にふれあう自然』（文化出版局、1981年）
- 『旅情を感じるとき　岡田喜秋旅の発見』（河出書房新社、1982年）
- 『山里にひかれて』（河出書房新社、1983年）
- 『岡田喜秋 旅情百景』（河出書房新社、1983年）
- 『旅情百景』（河出書房、1983年、のち河出文庫）
- 『心にのこる風景』（河出書房新社。1984年）
- 『旅する作家たち』（牧羊社、1986年）
- 『町並み　歴史・美術ガイド』（みずうみ書房、1986年）
- 『橋づくし　歴史・美術ガイド』（みずうみ書房、1987年）
- 『性人秘仏　歴史・美術ガイド』（みずうみ書房、1987年）
- 『旅のあとさき』（牧羊社、1988年）
- 『旅人・曽良と芭蕉』（河出書房新社、1991年）
- 『歴史のなかの旅人たち』（玉川大学出版部、1992年）
- 『よみがえる旅心』（日本文芸社、1992年）
- 『木を見て森を知る』（講談社、1994年）
- 『旅に学ぶ』（玉川大学出版部、1996年）
- 『旅する愉しみ』（ほるぷ出版、1998年）【第24回交通図書賞受賞】
- 『自然に学ぶ』（玉川大学出版部、2001年）
- 『雪舟の旅路』（秀作社出版、2002年）
- 『人生の旅人・啄木』（秀作社出版、2012年）
- 『旅に生きて八十八年』（河出書房新社、2014年）